# Cantone di Périers
Il Cantone di Périers era una divisione amministrativa dell'arrondissement di Coutances.
È stato soppresso a seguito della riforma complessiva dei cantoni del 2014, che è entrata in vigore con le elezioni dipartimentali del 2015.
Comprendeva i comuni di:
- Baupte
- Feugères
- Gonfreville
- Gorges
- Marchésieux
- Nay
- Périers
- Le Plessis-Lastelle
- Saint-Germain-sur-Sèves
- Saint-Jores
- Saint-Martin-d'Aubigny
- Saint-Sébastien-de-Raids